# Andrew Steinfeld
Andrew Steinfeld (New Westminster, 4 aprile 1970) è un ex cestista canadese.

## Carriera
Con il Canada ha disputato i Campionati mondiali del 1990.